# Burlöv/Lomma Närradio
Burlöv/Lomma Närradioförening bildades 1986 och är en övergripande och samordnande närradioförening för sändande föreningar i kommunerna Burlöv och Lomma i Skåne och sänder över frekvensen 92,0 MHz.
På 1990-talet hade kanalen sändningar från 08.00 på morgonen till 24.00 på natten tack vare två sändarföreningar, SSA-korpen och Musikföreningen Kartellen. Man delade på sändningarna och SSA-korpen sände fram till 18.00 på kvällen. Sedan tog Radio Kartellen över.
1992-1993 Så sände SSA-korpen under programnamnet Action 1 och senare döptes detta om till Radio P5 Skåne. Några av programledarna var då Niklas Lyden, Magnus Karlsson, Kennet Andhersån och Johan Jyrwall. Drivande var programchefen Kennet Andhersån och stationschef Per Arvidsson. 
I samband med att NRJ beslöt satsa på Sverige så fann de stort intresse av Radio P5 Skånes produktion och vid tidpunkten kring att frekvenser för kommersiell radio auktionerades ut så ändrade Radio P5 Skåne namnet på sitt programblock till NRJ Malmö och följde NRJs programformat - inklusive att köra reklamradio. Introduktionen av detta programformat leddes av amerikanen Ted Ferguson. Ted genomförde denna typ av konceptintroduktioner för de flesta orter i och utanför Sverige.
Radio P5 Skåne återuppstod i nya lokaler i Lomma, dit även Magnus Karlsson valde att ansluta som programledare tillsammans med gänget som kom från Musikföreningen Kartellen. Niklas Lydeen, Johan Jyrwall samt Per Arvidsson följde med till NRJ’s kommersiella frekvens på 105.2, Kennet Andhersån gick till konkurrenten CITY107 som programledare.
1993 gick dock föreningen i konkurs och stationen lades ner.
1994 tog några entusiaster: Alve Jönsson och Göte Nilsson (vd BurlövsBostäder), efter initiativ av Erik Ahlbin,tag om etervågorna och startade stationen igen på ideell basis i ny studio. Studion är under 2009 fram till dagen datum ombyggd och moderniserad. Burlöv Lomma Närradio sänder idag förutom i etern även på Internet dygnet runt.

## Sändande föreningar 2011
| Sändarförening:                    | Beteckning:                 |
| ---------------------------------- | --------------------------- |
| Burlöv/Lomma Närradioförening      | Radio Nittio två komma noll |
| MeerKat Music Association          | Radio MeerMac               |
| Radio Amigos                       | Radio Amigos                |
| Musikföreningen Music Dreams       | Radio Music Dreams          |
| Företagarna i Burlöv-Lomma         | Radio Företagarna           |
| PRO Arlöv                          | Radio Pensionären           |
| Scientologi Kyrkan                 | Radio Frihet                |
| Burlövs Bostäders Intresseförening | Radio SBB                   |